# Ain Sidi Ali
Ain Sidi Ali (em árabe: عين سيدي على) é uma cidade e comuna localizada na província de Laghouat, Argélia. De acordo com o censo de 2008, a população total da cidade era de 10 486 habitantes.